# Johannes Finke
Johannes Finke (* 17. November 1974 in Marbach am Neckar) ist ein deutscher Autor, Verleger und Musiker.

## Leben
Johannes Finke gründete 1996, während seines Studiums in Freiburg, den Lautsprecherverlag. 1999 erschienen dort die von Finke mitherausgebrachte Dokumentation zu Christoph Schlingensiefs Kunstpartei CHANCE 2000 (mit Matthias Wulff), sowie Finkes bisher erfolgreichstes Buch, der Gedichtband Sex mit Monika Kruse oder Stell’ Dir vor es ist Pop und keiner geht hin!, über den der musikexpress schrieb: „Wenn Stuckrad-Barre Pop ist, dann ist Finke Hardcore“. Es folgten drei Lesetouren mit Jan Off und Philipp Schiemann und über 150 Lesungen im gesamten deutschsprachigen Raum. 2001 brach Finke sein Studium ab und zog zurück in seine Heimat Stuttgart. Der Lautsprecherverlag bezog neue Räumlichkeiten in der Gutenbergstraße im Stuttgarter Westen.
In den kommenden Jahren verlegte Finke Autoren und Autorinnen wie Ruby Sircar, Jan Off, Stefan Kalbers, Jeff Tweedy und Thomas Venker. Er schrieb für Magazine wie Intro, Spex, Amica und Vanity Fair, das deutsche Intro für das Projekt Battleship Potemkin der Pet Shop Boys und das Theaterstück Agenten & Akteure 1 mit Robert Stadlober und Stefan Konarske in den Hauptrollen. Nachdem einer der Schauspieler kurz vor der Premiere im Bonner Pantheon-Theater einen Nervenzusammenbruch erlitt und die bereits beworbene Theatertournee abgesagt worden war, zog Finke 2005 von Stuttgart nach Berlin. 2006 erschien beim Berliner Label Pavlek Records sein Debüt-Album „nichts wird sich immer alles nicht ändern“. Im selben Jahr liquidierte Finke den mittlerweile in der Stuttgarter Kulturdirektion ansässigen Lautsprecherverlag. 2008 wurde er Chefredakteur des deutschen Face Magazins und von 2009 bis 2012 Mitherausgeber und Chefredakteur des Blank Magazins.
2012 heiratete Finke die Feministin und Journalistin Teresa Bücker. 2014 wurde die Ehe geschieden. Zusammen mit dem Regisseur Specter Berlin schrieb er 2017 das Drehbuch zu Antimarteria und führte Regie beim Musikvideo Tier der Berliner Band Gewalt. Zusammen mit Anna Müller, der jüngsten Tochter des Dramatikers Heiner Müller, gründete er im selben Jahr den Herzstückverlag. 2019 führte er wiederholt Regie bei einem Musikvideo der Band Gewalt („Deutsch“). Im Februar 2020 erschien die Single „Hallo Berlin“, im September desselben Jahres die Erzählung „Die Geschichte von Axel und Rap“.
Finke lebt in Berlin und war Mitbetreiber der 2011 eröffneten und im Mai 2022 geschlossenen Bravo Bar in der Berliner Torstraße. Seit Januar 2023 betreibt er die Nachfolgerbar Hier wo du strahlst in der Rosa-Luxemburg-Straße in Berlin-Mitte.

## Bücher
- Trichtermaschine, Neuweiler 1997
- Blindflug-verliebt, Agenbach 1998
- Sex mit Monika Kruse oder Stell' Dir vor es ist Pop und keiner geht hin!, Agenbach 1999
- Chance 2000. Die Dokumentation von Johannes Finke und Matthias Wulff, Agenbach 1999
- Hardcore-Engel und andere Gedichte, Braunschweig 2001
- Der Lautsprecher, Band 5/1: Lyrikland, Agenbach 2003
- Ego Themenpark, Stuttgart 2004
- Es muss Liebe sein, zusammen mit Julia Schramm, Berlin, 2018
- Die Geschichte von Axel und Rap, zusammen mit Axel Roschlock, Berlin, 2020

## Buchbeiträge
- German Fashion Design 1946 - 2012, Distanz Verlag 2011
- Rollen, Hannibal Verlag 2004
- Die neuen Heiligen – neue Reportagen aus dem Medienhimmel, Alibri Verlag 2000
- Berlin bei Nacht, Suhrkamp, 2013
- Easy Does it, Easy Does It, Berlin, 2015
- Nutzloses Gesindel – Geschichten aus dem King Size, Berlin, 2017
- Proust ist mein Leben, doch es langweilt mich sehr: Ursache und Wirkung, Stuttgart, 2018